# Мезенцева Наталія Іванівна
Ме́зенцева (Провотар́) Ната́лія Іва́нівна (25 травня 1966 року) — український соціо-економіко-географ , кандидат географічних наук, доцент Київського національного університету імені Тараса Шевченка.

## Біографія
Народилася 25 травня 1966 року в селищі Димер Київської області. У 1990 році закінчила  географічний факультет Київського державного університету імені Т.Г.Шевченка та продовжила навчання в аспірантурі. Кандидатська дисертація «Територіальна організація і комплексно-пропорційний розвиток агропромислових комбінатів» захищена у 1993 році. З 1993 року працює асистентом, з 1998 року доцентом кафедри економічної та соціальної географії Київського національного університету імені Тараса Шевченка. Викладає курси: «Економічна та соціальна географія України», «Географія АПК», «Географія праці», «Науково-дослідницький практикум з суспільної географії» . Розробила методику географічного дослідження продовольчої безпеки, агропродовольчих ринків, локальних та регіональних ринків праці, гендерних співвідношень, соціальної безпеки регіонів; розвинула концепцію суспільно-географічного районування України; розробила власну методику викладання економічної та соціальної географії України у вищій школі.

## Нагороди і відзнаки
- Почесна грамота Міністерства освіти України за багаторічну і плідну роботу з підготовки та виховання юних науковців, значний внесок у пошук і підтримку обдарованої молоді та активну участь у діяльності територіального відділення Малої академії наук (1999);
- Подяка Міністерства освіти і науки України за високий професіоналізм та значний внесок у розвиток творчих й інтелектуальних здібностей учнівської молоді (2008).
- Подяка Міністерства освіти і науки України, НАН України та Національного центру «МАН України» за високий рівень професіоналізму і наукове забезпечення Всеукраїнського конкурсу-захисту науково-дослідницьких робіт учнів-членів Малої Академії Наук України (2013).

## Наукові праці
Фахівець у галузі гендерної географії, географії праці, географії агробізнесу, суспільної географії України, регіональної економіки. Автор понад 120 наукових праць. Основні праці:
1. Географія агропромислових комплексів. — К., 1997 (у співавторстві).
2. Суспільно-географічне районування України. — К., 2000 (у співавторстві).
3. Економічна і соціальна географія України.— К., 2010 (у співавторстві).
4. Інвестиційна діяльність в агропродовольчому виробництві України: регіональні аспекти.— К., 2011 (у співавторстві).
5. Гендер і географія в Україні. - К., 2013 (у співавторстві).